# Osten (Dietramszell)
Osten ist ein Ortsteil der Gemeinde Dietramszell im oberbayerischen Landkreis Bad Tölz-Wolfratshausen.

## Geografie
Die Einöde liegt rund eineinhalb Kilometer nordöstlich des Hauptortes und ist mit diesem über die Staatsstraße 2073 verbunden. Osten gehörte bereits vor der Gebietsreform in Bayern zu Dietramszell.  

## Einwohner
1871 wohnten im Ort 18 Personen, bei der Volkszählung 1987 wurden 14 Einwohner registriert.

## Baudenkmal
Eingetragene Baudenkmäler bestehen nicht.